# ジャン＝フランソワ・ラリュー
ジャン＝フランソワ・ラリュー（Jean-François Larrieu、1960年 - ）は、フランス・オート＝ピレネー県タルブ市生まれの画家。

ジャン＝フランソワ・ラリューは、美術と絵画に対して幼児期より頭角を現し、11歳でフランソワ・ヴィヨン絵画アカデミーに入校。1年後の1972年、フランソワ・ヴィヨン賞受賞。1973年にローマ賞第一等賞受賞者ジャン・ラフォルジュと出会い、この画家の助言により生涯に渡って美術の道を歩むことを決心。

1978年にポー市ベアルネ美術館絵画賞を受賞したことにより、彼にとって初めての美術館展を同美術館で開催。この時わずか18歳。

1982年パリに移住し、1987年にはグラン・パレ・アーティスト擁護委員会の共同創設者となり、孤立するアーティストたちが集う諸団体が抱える不安定な事情を告発した。この頃から彼の作品は、国内外を問わず数多くのサロンやギャラリーで展示され始める。

1990年にサロン・ドートンヌの運営委員会メンバーの一員となり、1995年には選挙により同サロン会長に就任。その後2004年までの10年間会長として、ロダンやルノワールやマイヨールをはじめとする偉大なアーティストたちが会長を歴任したこの名高いサロンの輝かしい歴史を復活させることに尽力した。

翌2005年、グラン・パレ歴史的サロン連盟会長に選ばれ、また同年にはテーラー財団副会長にも任命される。

2006年には「アール・アン・キャピタル」の創設者の1人として、歴史的サロンの発祥の場であるグラン・パレ再オープンのために働きかけた。

2008年には、北京オリンピック公式巡回展覧会に出展し、中国国内各地の数々の美術館で作品を紹介する。

2010年、テーラー財団会長に就任。なお、テーラー財団とは、1881年イジドール＝ジュスタン＝セヴラン・テーラー男爵によって創設されたフランスの公益団体であり、芸術家たちによる相互扶助と、彼らを援助することをその使命としている。

彼が好んで描く主題は木。根、つまりルーツを再確認し、真の開花と人類の生存に決して欠かすことができない植物の必要性を描く。フォルムを重ねて作り上げる喜びあふれる巧みな構造の中には、様々な色彩で表現された多文化的というよりむしろ全世界共通的なシーニュが描かれている。独特の絵画言語により、ラリューの描く風景は魅力的な四角形や人物、鳥に満ち、不思議な世界への道を切り開く。そこは想像力が王として君臨する世界だ。

ジャン＝フランソワ・ラリューは世界各地で作品を展示してきた。1991年モスクワならびにサンクトペテルブルク、1993年ベイルート、1994年東京、1995年上海美術館、1998年ボルドー美術館、2001年中国国立美術館、2004年には台湾国立美術館、等々。また、フランス国内はもとより、スペイン、ロシア、アメリカ合衆国、中国、香港、日本、シンガポール、台湾など世界中で個展も開催している。